# Nels Nelsson
Nels Nelsson (i riksdagen kallad Nelsson i Ekengård), född 11 december 1881 i Ysane, död där 16 december 1962, var en svensk lantbrukare och politiker (folkpartist).
Nels Nelsson, som kom från en bondesläkt, var lantbrukare i Ysane där han också var kommunalfullmäktiges ordförande. Han var också aktiv i den lokala bonderörelsen och i sparbanksväsendet.
Han var riksdagsledamot i andra kammaren för Blekinge läns valkrets en kort period 1940, från den 16 november och till årets utgång.